# Robert Pickton
Robert William "Willie" Pickton (Port Coquitlam, Columbia Británica, Canadá, 24 de octubre de 1949-Quebec, 31 de mayo de 2024) fue un asesino en serie canadiense. Fue condenado el 9 de diciembre de 2007 por seis asesinatos en segundo grado y sentenciado a cadena perpetua sin posibilidad de libertad condicional el 11 de diciembre de 2007.

## Biografía
Robert William Pickton nació en Port Coquitlam, Columbia Británica en 1949. Tuvo un hermano llamado David Francis Pickton.
El 5 de febrero de 2002 la policía entró en casa del granjero Pickton para hacer una inspección por armas de fuego. También revisó la casa del hermano de Pickton. El registro fue llevado a cabo por el cuerpo de policía especializado que estaba investigando unos casos de mujeres desaparecidas en la zona y en los cuales Pickton era el principal sospechoso. Tras el registro, el cuerpo de policía de la Columbia Británica cerró la granja de Pickton por irregularidades en la posesión de armas de fuego. Posteriormente se levantaron los cargos contra él por esos delitos y, pese a quedar absuelto, continuó bajo supervisión policial.
Varios días después, el 22 de febrero de 2002, la policía lo arrestó, acusándolo del asesinato en primer grado de dos mujeres: Sereena Abotsway y Mona Wilson. El 2 de abril de 2002 la policía lo acusó del asesinato de tres mujeres más: Jacqueline McDonell, Diane Rock y Heather Bottomley. Un sexto cargo de asesinato le fue imputado el 9 de abril de 2002 por la muerte de Andrea Joesbury, seguido de la séptima acusación por el asesinato de Brenda Wolfe. El 20 de septiembre de 2002 la policía añade cuatro cargos de asesinato más contra Pickton por las muertes de Georgina Papin, Patricia Johnson, Helen Hallmark y Jennifer Furminger. Cuatro más, por los asesinatos de Heather Chinnock, Tanya Holyk, Sherry Irving y de Inga Hall, se le sumaron el 3 de octubre de 2002, llegando a un total de 15 delitos por asesinato. Además, el 26 de mayo de 2005 la policía lo acusa por el asesinato de 12 mujeres más: Cara Ellis, Andrea Borhaven, Debra Lynne Jones, Marnie Frey, Tiffany Drew, Kerry Koski, Sarah Devries, Cynthia Feliks, Angela Jardine, Wendy Crawford, Diana Melnick y Jane Doe, llegando a un total de veintisiete delitos de asesinato, por los cuales ya se perfilaba como el peor asesino en serie de la historia canadiense.
Las excavaciones en la granja de Pickton continuaron en noviembre de 2003 cuando el monto de la investigación ascendía a setenta millones de dólares según el gobierno de la Columbia Británica. La granja fue embargada y demolidas todas las construcciones. Las investigaciones forenses fueron complicadas, debido a la dificultad para determinar las causas concretas del fallecimiento de cada una de las víctimas encontradas en la granja; el estado de descomposición de los cadáveres era avanzado e incluso en algunos casos habían sido devorados por los cerdos. 
Ello dio pie a otra polémica, ya que muchos de los cerdos criados por Pickton crecieron comiendo carne humana. Esto preocupó al gobierno de la Columbia Británica quién solicitó saber a quién eran vendidos esos cerdos; se supo que nunca fueron vendidos al mercado por Pickton, aunque muchos amigos de éste o visitantes de la granja se habían llevado alguno.

## Juicio
El juicio contra el granjero Robert William "Willie" Pickton comenzó el 30 de enero de 2006. El juicio tuvo lugar en la ciudad de New Westminster, Columbia Británica. Al comenzar el juicio, la fase de voir dire se desarrolló durante la mayor parte de 2006 determinando qué pruebas debería aceptar el jurado. Se prohibió a los reporteros revelar cualquier tipo de evidencia que se mostrara en el juicio.
El 2 de marzo de 2006, una de las 27 acusaciones de asesinato que pesaban sobre Pickton, fue rechazada por el juez Justice James Williams por falta de pruebas.
El 9 de agosto de 2006, Justice Williams redujo la acusación de 26 asesinatos a sólo seis, considerando que investigar muerte por muerte llevaría demasiado tiempo y sería difícil encontrar pruebas suficientes para condenar a Pickton por todas y cada una de esas muertes. El juez Justice James Williams consideró que seis de esas acusaciones tenían "diferente material" como prueba y que con eso "bastaba" para llevar a cabo el juicio en un plazo más asequible.
El 12 de diciembre de 2006 se terminó de seleccionar al jurado, eligiendo a 12 miembros permanentes y dos suplentes.
El comienzo del juicio por las seis muertes estaba previsto para el 8 de enero de 2007 pero fue finalmente aplazado al 22 de enero de ese mismo año.
Finalmente, el 22 de enero de 2007 fue el primer día de juicio contra el granjero Robert William Pickton acusado por las muertes en primer grado de Marnie Frey, Sereena Abotsway, Georgina Papin, Andrea Joesbury, Brenda Wolfe y Mona Wilson. Además, ese día fue finalmente levantado el bloqueo contra la prensa y los canadienses pudieron conocer de qué se estaba acusando al granjero. El primer día, Derrill Prevett acusó a Pickton de los crímenes y presentó pruebas como un cráneo partido al medio, manos y pies encontrados en la propiedad de Pickton. Los restos de otra víctima fueron encontrados en una bolsa en el tráiler donde vivía Pickton. Además se presentaron pruebas como un revólver calibre 22 y un dildo, ambos con el ADN de Pickton y de una de sus víctimas que se encontraron en un lavadero de la granja.
El 20 de febrero de 2007 se presentaron más cargos y evidencias contra Pickton. La policía presentó el revólver calibre 22 que habían encontrado además de municiones, fotos de restos humanos, una pistola Magnum, anteojos de vista nocturna y otros muchos objetos.
El 9 de diciembre de 2007 el jurado absolvió a Robert William Pickton de los cargos de los seis asesinatos en primer grado, pero lo encontró culpable de esos seis asesinatos en segundo grado. Estos delitos tienen una pena de cadena perpetua con libertad condicional posible entre los 10 y 25 años de sentencia, dependiendo de la sentencia del juez del caso. Finalmente el 11 de diciembre de 2007, Robert William Pickton fue sentenciado a cadena perpetua sin posibilidad de obtener la libertad condicional hasta cumplir 25 años de sentencia, máxima pena prevista para los delitos de los que era acusado. Mientras leía la sentencia, el juez del caso Justice James Williams dijo: "La conducta de Mr. Pickton fue asesina y reiterada. No puedo conocer los detalles pero sé esto: lo que le sucedió a esas mujeres fue absurdo y despreciable". Pickton se enfrentó a cargos por 20 asesinatos más.

## Muerte
El 19 de mayo de 2024, Pickton sufrió el ataque de otro prisionero en la Institución Port-Cartier de Quebec. El atacante, Martin Charest, quien tenía un historial de agresiones hacia el resto de reclusos, clavó en la cabeza de Pickton un mango roto parecido a una escoba. Pickton fue trasladado en avión a un hospital y conectado a soporte vital. Falleció en un hospital de la ciudad de Quebec por complicaciones del ataque el 31 de mayo.